# Dorfkirche Neusiß

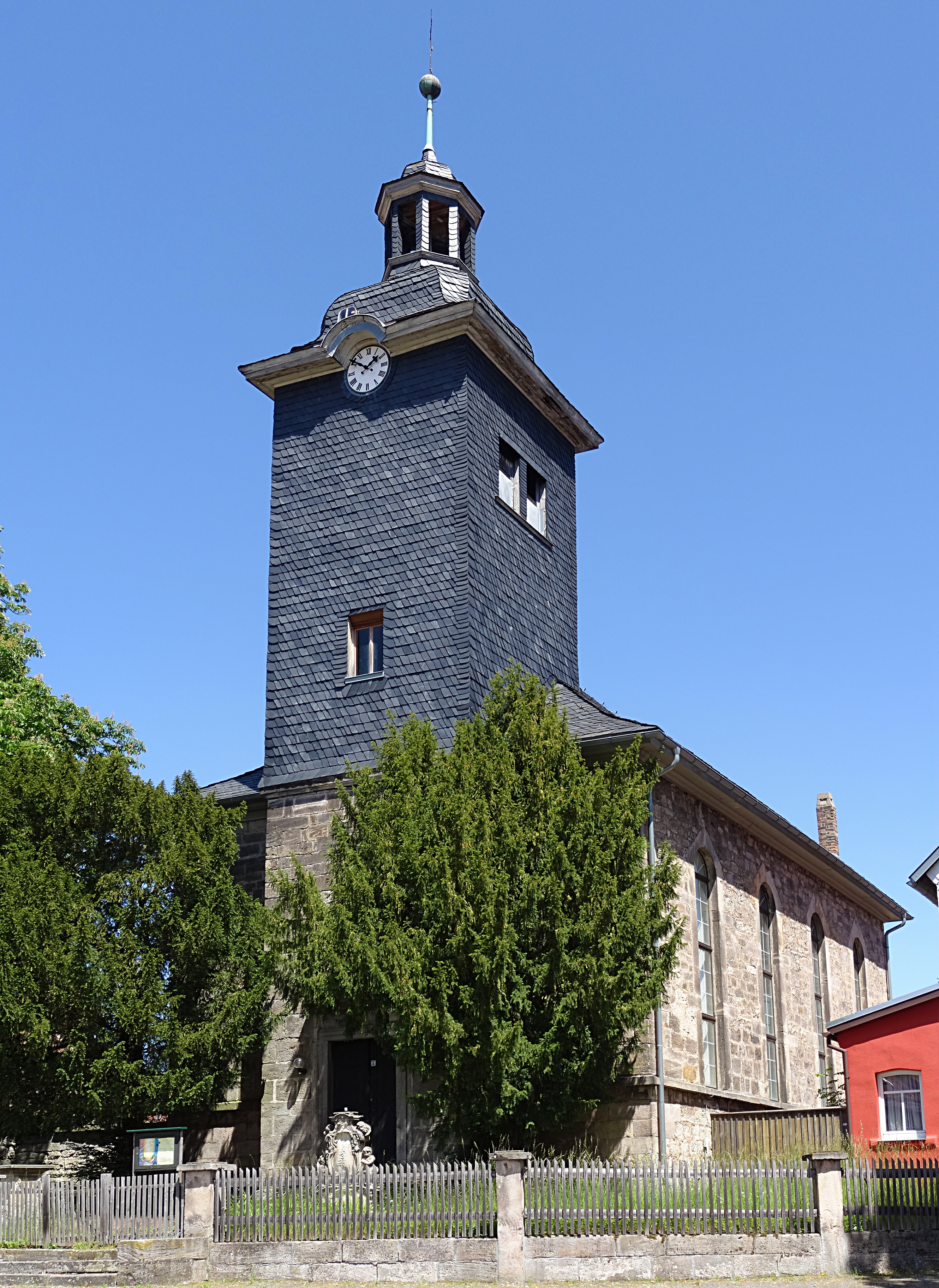
Kirche in Neusiß

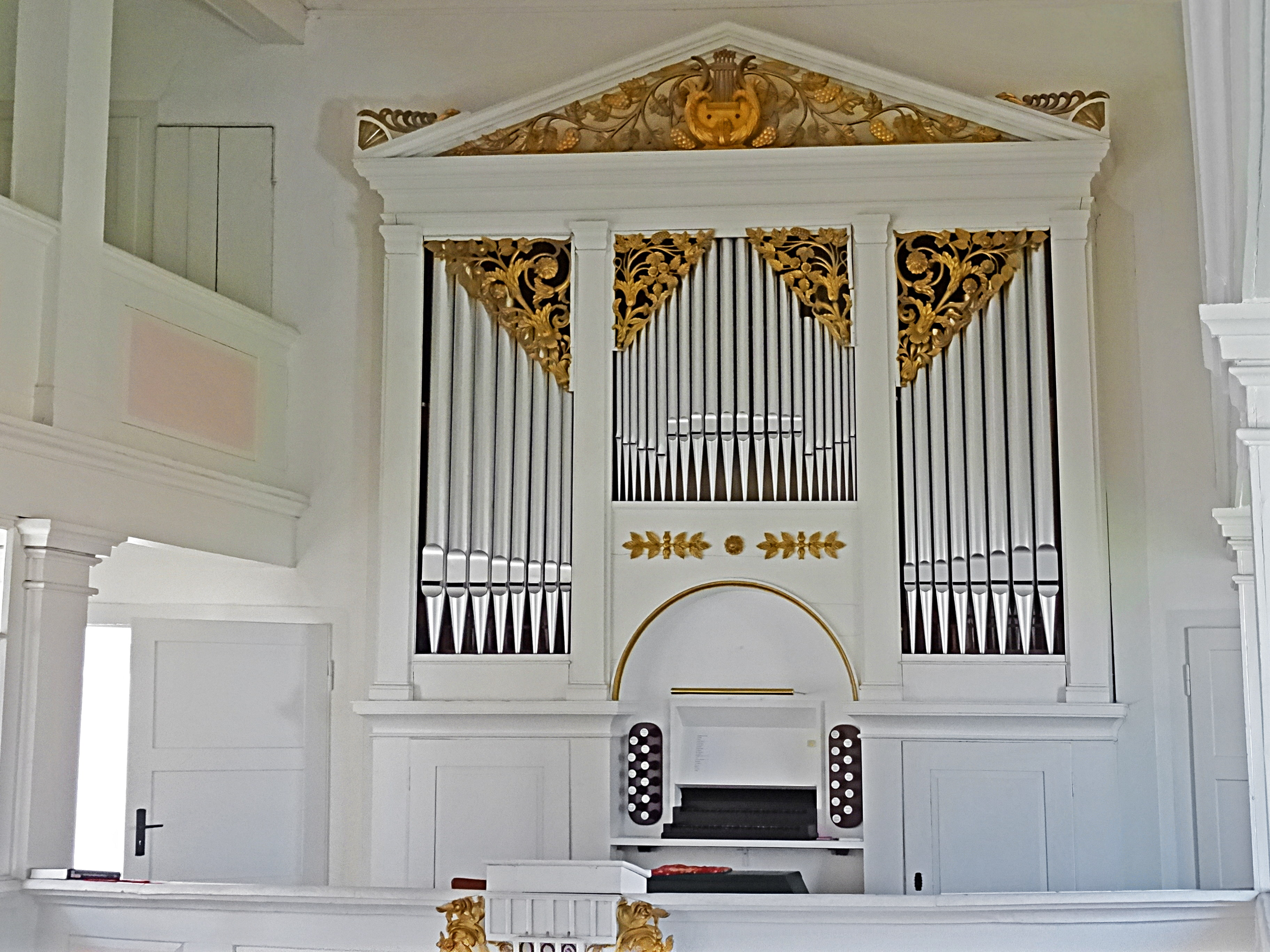
Orgel von Carl August Eduard Witzmann

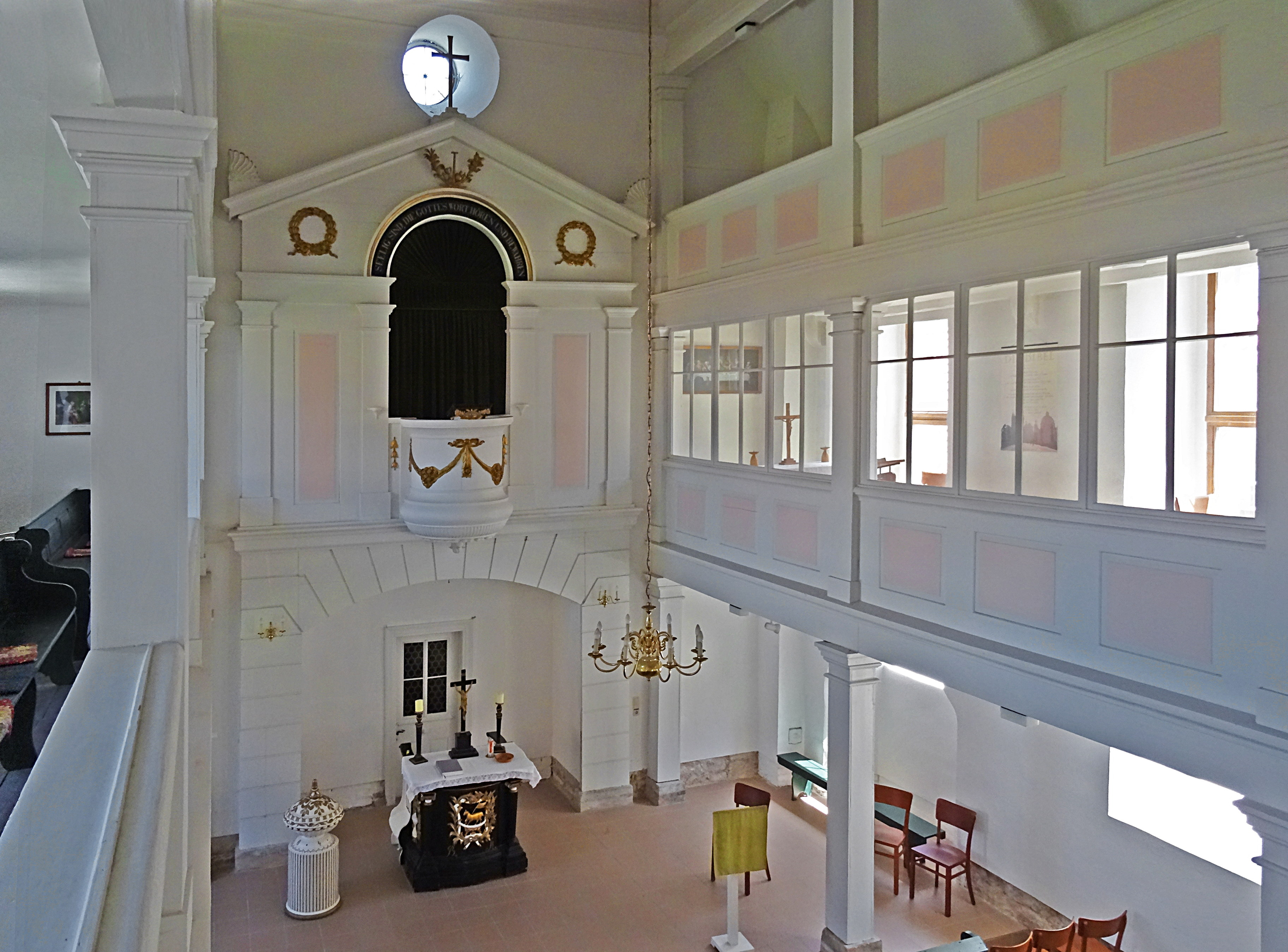
Innenraum der Dorfkirche mit Blick zum Kanzelaltar

Die evangelische Dorfkirche in Neusiß, Dorfstraße 19 ist eine Saalkirche mit einem kräftigen eingezogenen Westturm von 1841 und ersetzte eine Kapelle. Sie wurde vom sachsen-weimarischen Oberbaudirektor Clemens Wenzeslaus Coudray im klassizistischen Stil entworfen. Von der Kirche sind Coudray's Entwurfszeichnungen erhalten. Coudray verwendete für den Turm viel Schieferziegeln. Der Turm trägt eine flache, verschieferte Haube und eine Laterne. Die Kirche wurde 1991–93 denkmalpflegerisch instand gesetzt. Das Gebäude hat zudem eine polygonale Apsis.  Im Inneren ist eine flache Holzdecke. Über den zweigeschossigen Emporen befindet sich an Nord- und Südseite eine Viertelkreistonne. Die untere Empore wird an der Westseite herumgeführt.
Am 4. Oktober 1841 erfolgte ihre feierliche Einweihung. Die Schieferbedeckung des Turms erfolgte 1845. Sie besitzt auch eine Orgel. Diese wurde ebenfalls im klassizistischen Stil 1841 erbaut von Carl August Eduard Witzmann. Die Glocke kam 1852 hinzu. Diese wurde für den Zweiten Weltkrieg eingeschmolzen und 1956 wieder ersetzt.
Die Kirche ist verzeichnet auf der Liste der Kulturdenkmale in Plaue.
Im Garten, auch vor dem Eingang, der Kirche gibt es einige historische Grabmale.